# René Hournon
René Hournon (* 15. August 1905 in Leval; † 16. Mai 1979 in Eu) war ein französischer Radrennfahrer und nationaler Meister im Radsport.

## Sportliche Laufbahn
René Hournon war im Bahnradsport aktiv. Er war Teilnehmer der Olympischen Sommerspiele 1924 in Paris. Bei den Bahnwettbewerben wurde Frankreich mit Maurice Renaud, Lucien Choury, René Guillemin und René Hournon Vierter in der Mannschaftsverfolgung. Der Vierer unterlag gegen Belgien im Lauf um die Bronzemedaille.
Von 1929 bis 1932 war er Unabhängiger. Er hatte einige Erfolge im Bahnradsport, so gewann er im Zweier-Mannschaftsfahren 1929 den Grand Prix d’Ouverture, 1930 den Prix René Chassot und 1931 den Prix du Salon.

## Familiäres
Er war der Halbbruder von Lucien Faucheux.